# Malaltia per fetge gras no alcohòlic
La malaltia del fetge gras no alcohòlic (MFGNA), també coneguda com a malaltia del fetge gras associada a disfunció metabòlica, és l'acumulació excessiva de greix al fetge (esteatosi hepàtica) sense una altra causa clara com el consum d'alcohol. N'hi ha de dos tipus; fetge gras no alcohòlic (o esteatosi no alcohòlica o ENA) i esteatohepatitis no alcohòlica (EHNA), i aquesta darrera amb inflamació del fetge. L'ENA és menys perillosa que l'EHNA i normalment no progressa cap a EHNA o cirrosi hepàtica. Quan l'ENA progressa a EHNA, pot arribar a provocar complicacions com ara cirrosi, càncer de fetge, insuficiència hepàtica o malalties cardiovasculars.
L'obesitat i la diabetis tipus 2 són factors de risc forts per a MFGNA. Altres riscos inclouen el sobrepès, la síndrome metabòlica (definida com almenys tres de les cinc condicions mèdiques següents: obesitat abdominal, pressió arterial alta, sucre en la sang elevat, triglicèrids sèrics alts i colesterol HDL sèric baix), una dieta alta en fructosa i edat més gran. La MFGNA i la malaltia hepàtica alcohòlica són tipus de malaltia del fetge gras. Obtenir una mostra del fetge després d'excloure altres causes potencials de fetge gras pot confirmar el diagnòstic.
El tractament de la MFGNA és la pèrdua de pes mitjançant canvis en la dieta i exercici. Hi ha proves provisionals de la pioglitazona i la vitamina E; la cirurgia bariàtrica pot millorar o resoldre casos greus. Les persones amb EHNA tenen un 2,6% més de risc de morir per any.
La MFGNA és el trastorn hepàtic més comú a tot el món i està present en aproximadament el 25% de la població mundial. Més del 90% dels obesos, el 60% dels diabètics i fins a un 20% de les persones amb pes normal la desenvolupen. La MFGNA és la principal causa de malaltia hepàtica crònica i la segona raó més freqüent de trasplantament hepàtic als EUA i Europa a partir del 2017. La MFGNA afecta entre el 20 i el 25% de les persones a Europa.